# Милош Зиданшек
Милош Зиданшек Венцељ (Драмље, код Цеља, 12. септембар 1909 — Хрибарјево, 8. фебруар 1942), учесник Народноослободилачке борбе и народни херој Југославије.

## Биографија
Рођен је 12. септембра 1909. године у Драмљама код Цеља, у радничкој породици. По занимању је био пекарски радник. После изученог заната, запослио се у Загребу, где се укључио у раднички покрет и 1933. године био примљен у Комунистичку партију Југославије. Године 1935. је ухапшен и осуђен на две године робије, коју је издржао у Сремској Митровици. На оснивачком конгресу Комунистичке партије Словеније, априла 1937. године, на коме је учествовао као делегат, изабран је за члана Централног комитета КП Словеније.
Због револуционарног рада и учествовања на Првој конференцији КП Словеније, био је затворен од јуна до септембра 1938. године. Последњих година пред рат, био је секретар Покрајинског комитета КПС за северну Словенију, те је политички деловао, посебно у Марибору, повезујући демократске и патриотске снаге у јединствени антифашистички фронт. У том пределу, где су петоколонаши ширили снажну пропаганду за Хитлера, водио је огорчене политичке борбе против нацизамнацизма и петоколонаша. Године 1939. учествовао је на саветовању КП Словеније, а 1940. на Петој земаљској конференцији КПЈ, на којој је изабран за кандидата за члана Централног комитета КПЈ.
Већ у првим данима окупације постао је члан Војног комитета КПС и по целој Штајерској је припремао прве борбене акције и прве партизанске јединице. Био је и делегат на широј партијској конференцији 1. и 2. јуна 1941. године у Љубљани, која је била резултат одлука Мајског саветовања КПЈ у Загребу.
Крајем јуна 1941, именован је за члана Главног штаба словеначких партизанских чета с посебним задатком да организује устанак и масовни отпор у Штајерској. Милош је после тога обишао сва већа места у Штајерској, пре свега веће радничке центре. Неко време се задржавао и у Марибору, где су националисти највише дивљали. Свуд се повезивао са комунистима које Немци још нису били иселили, затворили или убили и заједно с њима припремао терен за масовни отпор окупатору. Организовао је и прве саботажне акције. Био је иницијатор свих првих партизанских акција у Штајерској у 1941. години и већином их је сам и водио. Водио је и најуспешнију акцију из првог раздобља устанка у Штајерској, напад на јако немачко упориште у Рибници на Похорју.
Крајем децембра 1941, Главни штаб словеначких партизанских чета, као врло способног и провереног војног руководиоца, позвао га је у Љубљанску покрајину. Јануара 1942. године, Милош Зиданшек је на Кожљеку близу Љубљане организовао батаљон који је у знак сећања на убијеног команданта Кримског партизанског батаљона добио име батаљон „Љубо Шерцер“. Милош је постао командант тог батаљона.
Најпознатија Зиданшекова акција с батаљоном „Љубо Шерцер“ био је напад на железничку станицу Верд, изнад Врхнике, 1. фебруара 1942. године. Упркос јакој италијанској посади, он је у оштром налету освојио станицу, разбио њене просторије, минирао приличан део пруге и уништио цистерне са око педесет тона петролеја. Италијани су имали 15 мртвих.
Због напада на Верд, Италијани су против Шерцеровог батаљона почели офанзиву прилично широког замаха. Седиште штаба батаљона „Љубо Шерцер“ било је тада у селу Гора, готово у центру територије коју је батаљон ослободио. Италијани су главни напад усмерили против села Гора. Кад је Зиданшек обавештен о непријатељском груписању снага, он је командирима и водницима издао наређење да одбију све нападе и одбране ослобођену територију. Следећег дана, 6. фебруара, Италијани су после тешких борби продрли до Горе, откуд се штаб пребацио у село Хрибарјево. Међутим, у Хрибарјево је неприметно продрла једна нова италијанска колона и блокирала кућу у којој је био Милош Зиданшек. Милош се одмах упустио у борбу, убио три Италијана, неколицину ранио, али је тада и сам смртно погођен пао пред кућом. Италијани су га следећег дана сахранили код села Фара.
Лист „Словенски порочевалец“ је издао вест о смрти једног од првих и најспособнијих команданата Словеније. Италијани нису могли да верују да је командант, који им је задао толико невоља, заиста мртав. Све до 1943. године издавали су потернице за њим. Априла 1943. године, Раковшка чета је у спомен на њега преименована у батаљон „Милош Зиданшек“, а јануара 1944, по њему је названа Једанаеста словеначка бригада „Милош Зиданшек“.
После рата сахрањен је у Гробници народних хероја у Љубљани.
Указом Президијума Народне скупштине Федеративне Народне Републике Југославије, 20. децембра 1951. године, проглашен је за народног хероја.